# Avvoltoio
Avvoltoio (anticamente Avoltoio o Avoltore)  è il nome comune con cui si indicano uccelli rapaci che si nutrono primariamente di carogne. Esistono 23 specie di avvoltoio in tutto il mondo che si dividono in avvoltoi del Vecchio Mondo (grifoni e gipeti) e avvoltoi del Nuovo Mondo (condor). Gli avvoltoi del Vecchio Mondo comprendono 16 specie viventi originarie dell'Europa, dell'Africa e dell'Asia; Gli avvoltoi del Nuovo Mondo sono limitati al Nord e al Sud America e sono costituiti da 7 specie viventi, tutte appartenenti alla famiglia Cathartidae. Caratteristica distintiva di quasi tutti gli avvoltoi è la testa calva e priva di piume. L'assenza di piume sul capo aiuta l'animale a mantenere la testa pulita mentre si nutre di carcasse e svolge anche un ruolo importante nella termoregolazione.
Nonostante la loro cattiva reputazione di essere uccelli sporchi, gli avvoltoi sono uccelli puliti e svolgono un ruolo fondamentale in quanto spazzini. È stato osservato come quando esposti al freddo gli avvoltoi incurvino il collo e rimbocchino la testa nel piumino che gli circonda il collo, mentre se fa troppo caldo aprono le ali e allungano il collo per disperdere il calore. Urinano anche sulle proprie zampe per rinfrescarle e per sterilizzarle da eventuali batteri.
Un gruppo di avvoltoi in volo viene chiamato kettle, mentre il termine committee (comitato) si riferisce ad un gruppo di avvoltoi che riposano a terra o sugli alberi. Un gruppo di avvoltoi che si nutre è chiamato wake (veglia).

## Tassonomia
Sebbene gli avvoltoi del Nuovo Mondo e gli avvoltoi del Vecchio Mondo condividano diverse somiglianze, non sono strettamente imparentati tra di loro, e le varie caratteristiche che hanno in comune sono il frutto di un'evoluzione convergente.
I primi naturalisti collocarono tutti gli avvoltoi sotto un unico gruppo biologico. Carl Linneus assegnò sia gli avvoltoi del Vecchio Mondo che gli avvoltoi del Nuovo Mondo in un unico genere, Vultur, includendo anche l'arpia. Presto gli anatomisti divisero gli avvoltoi del Vecchio e da quelli del Nuovo Mondo, con gli avvoltoi del Nuovo Mondo collocati in un nuovo sottordine, Cathartae, in seguito ribattezzato Cathartidae secondo le Regole della Nomenclatura (dal greco: cathartes, che significa "purificatore") dall'ornitologo francese Frédéric de Lafresnaye. Il sottordine venne in seguito riconosciuto come una famiglia.
Alla fine del XX secolo alcuni ornitologi sostenevano che gli avvoltoi del Nuovo Mondo fossero più strettamente imparentati con le cicogne sulla base dei dati cariotipici, morfologici, e comportamentali. Così alcune autorità li collocarono nella famiglia Ciconiiformes con cicogne ed aironi; Sibley e Monroe (1990) li consideravano addirittura una sottofamiglia delle cicogne. Tale classificazione è stata criticata, e un primo studio sulla sequenza del DNA si è basato su dati errati e successivamente venne ritirato. Ci fu quindi un tentativo di elevare gli avvoltoi del Nuovo Mondo al rango di un ordine indipendente, i Cathartiformes non strettamente associati né agli uccelli rapaci né alle cicogne e agli aironi.

### Avvoltoi del Vecchio Mondo

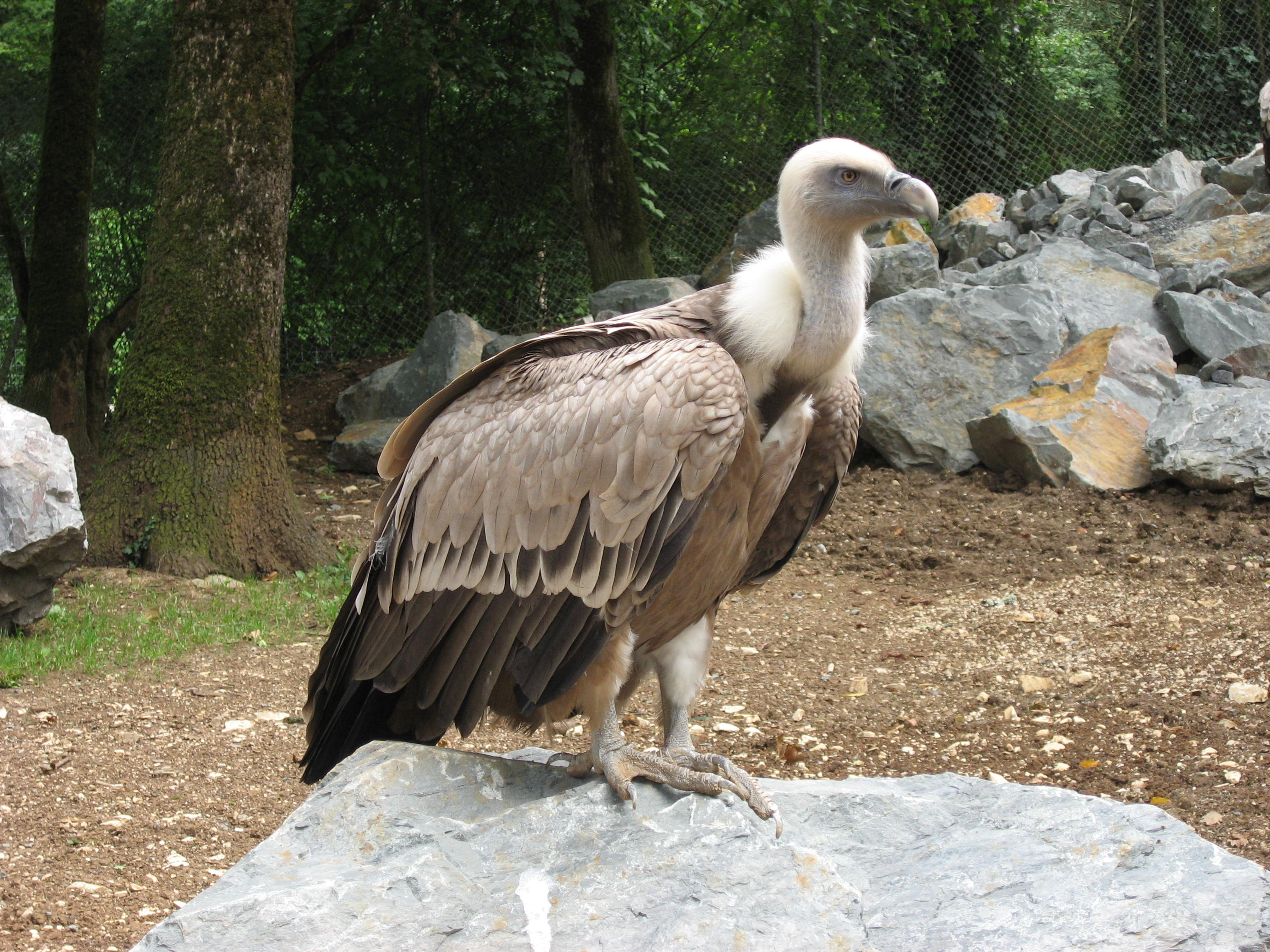
Grifone eurasiatico, Gyps fulvus

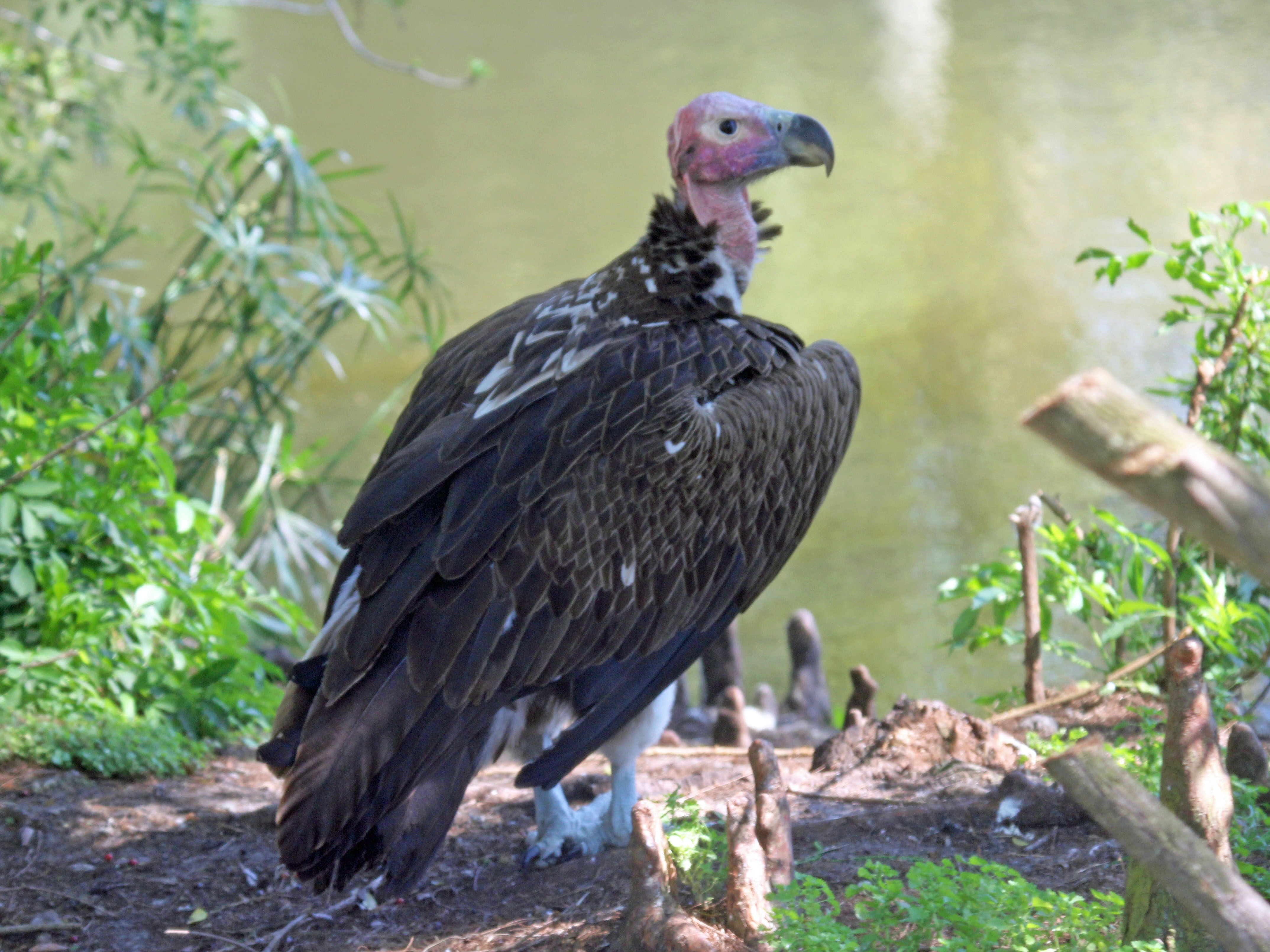
Avvoltoio orecchiuto, Torgos tracheliotus

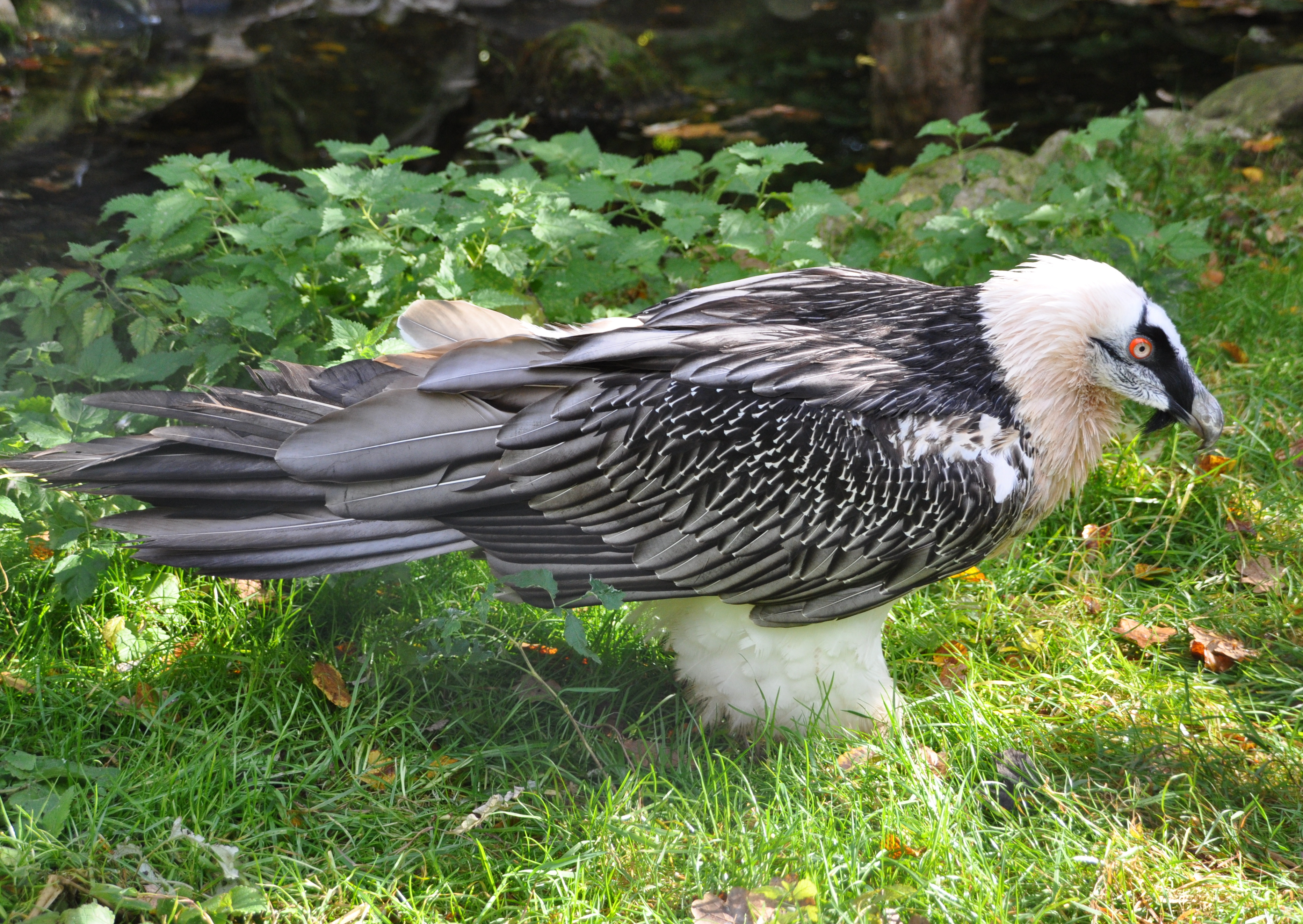
Avvoltoio barbuto, Gypaetus barbatus

Gli avvoltoi del Vecchio Mondo si trovano in Africa, Asia ed Europa e appartengono alla famiglia degli Accipitridae, che comprende anche aquile, nibbi e poiane. Gli avvoltoi del Vecchio Mondo trovano le carcasse esclusivamente grazie alla vista.
Le 16 specie e i 9 generi sono:
- Sottofamiglia Gypinae
  - Genere Aegypius
    - Avvoltoio monaco, Aegypius monachus

  - Genere Gyps
    - Grifone eurasiatico, Gyps fulvus
    - Grifone del Bengala, Gyps bengalensis
    - Grifone del Capo, Gyps coprotheres
    - Grifone indiano, Gyps indicus
    - Grifone beccosottile, Gyps tenuirostris
    - Grifone di Rueppell, Gyps rueppelli
    - Grifone africano, Gyps africanus
    - Grifone dell'Himalaya, Gyps himalayensis

  - Genere Necrosyrtes
    - Capovaccaio pileato, Necrosyrtes monachus

  - Genere Sarcogyps
    - Avvoltoio calvo, Sarcogyps calvus

  - Genere Torgos
    - Avvoltoio orecchiuto, Torgos tracheliotus

  - Genere Trigonoceps
    - Avvoltoio testabianca, Trigonoceps occipitalis
- Sottofamiglia Gypaetinae
  - Genere Gypaetus
    - Avvoltoio barbuto, Gypaetus barbatus

  - Genere Neophron
    - Capovaccaio, Neophron percnopterus

  - Genere Gypohierax
    - Avvoltoio delle palme, Gypohierax angolensis

### Avvoltoi del Nuovo Mondo

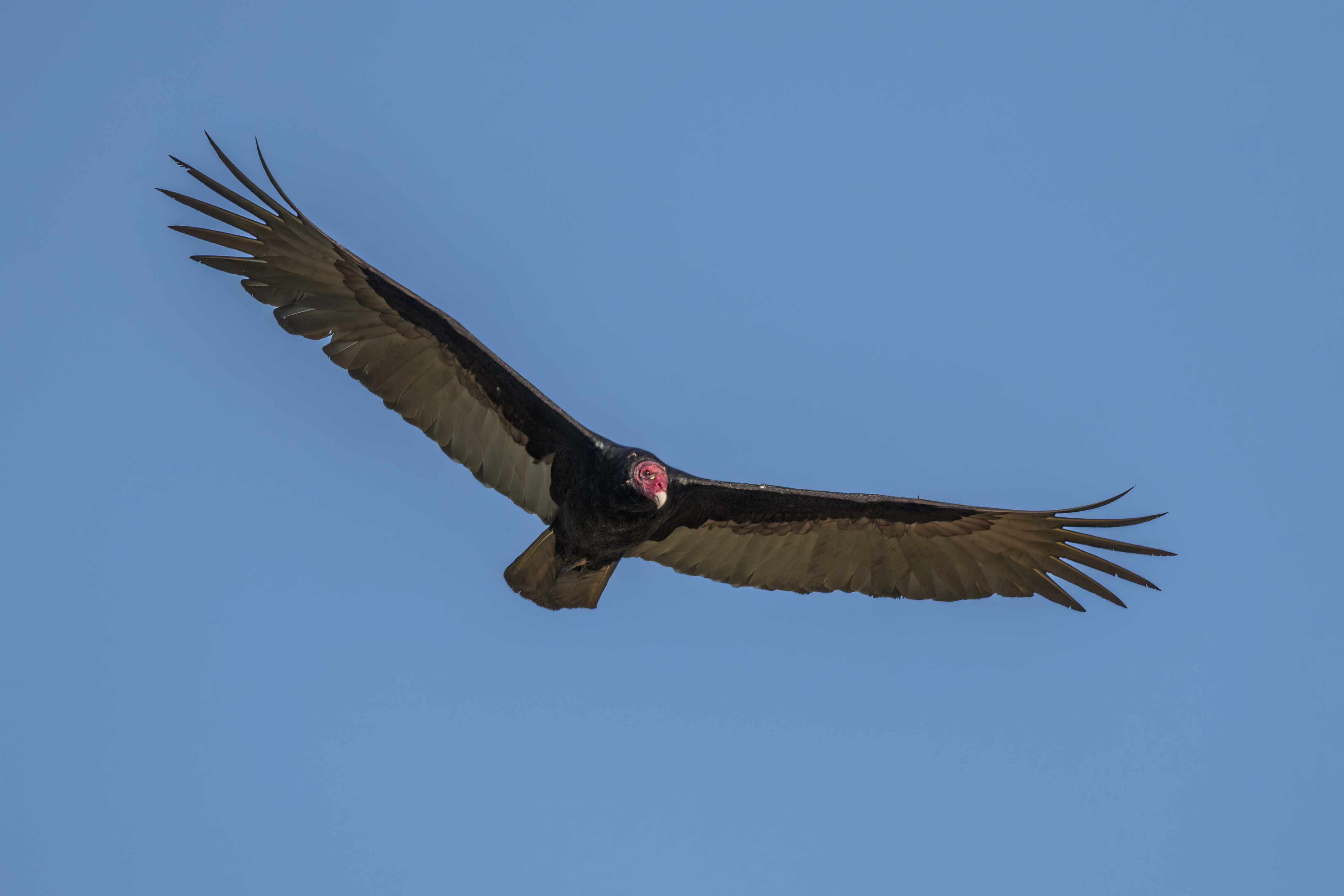
Avvoltoio collorosso, Cathartes aura

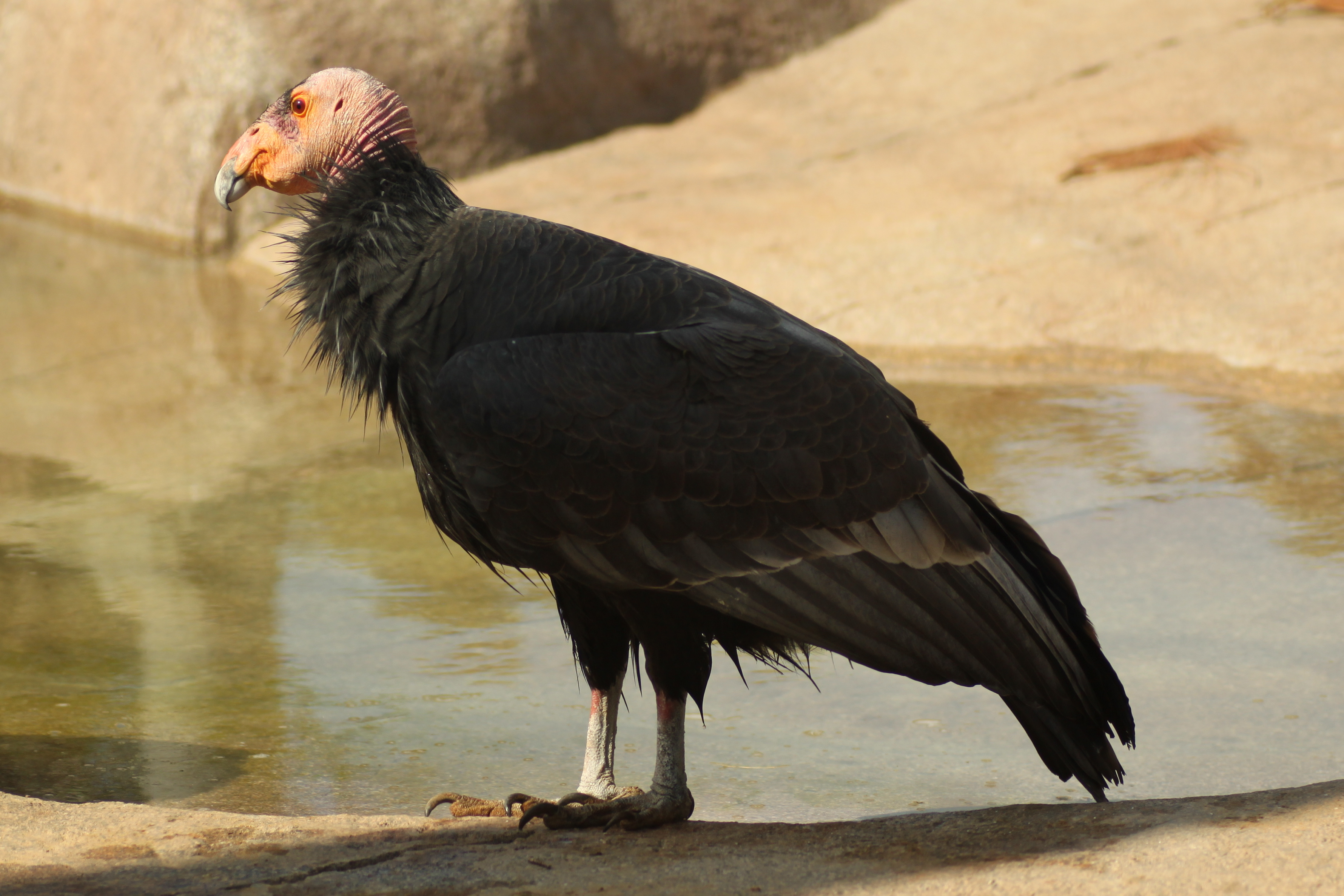
Condor della California, Gymnogyps californianus

Gli avvoltoi e i condor del Nuovo Mondo si trovano nelle zone calde e temperate delle Americhe e non sono strettamente imparentati con i simili Accipitridae, ma appartengono alla famiglia Cathartidae, che un tempo era considerata parte dell'ordine delle cicogne. Tuttavia, recenti prove del DNA suggeriscono che dovrebbero essere inclusi tra gli Accipitriformes, insieme ad altri rapaci. Tuttavia, non sono strettamente imparentati con gli altri avvoltoi. Diverse specie hanno un eccellente senso dell'olfatto, insolito per un rapace, con cui sono in grado di individuare animali morti da grandi altezze, fino a un miglio di distanza.
Le sette specie sono:
- Genere Coragyps
  - Urubù, Coragyps atratus
- Genere Cathartes
  - Avvoltoio collorosso, Cathartes aura
  - Avvoltoio testagialla minore, Cathartes burrovianus
  - Avvoltoio testagialla maggiore, Cathartes melambrotus
- Genere Gymnogyps
  - Condor della California, Gymnogyps californianus
- Genere Vultur
  - Condor delle Ande, Vultur gryphus
- Genere Sarcoramphus
  - Re degli avvoltoi, Sarcoramphus papa

## Biologia

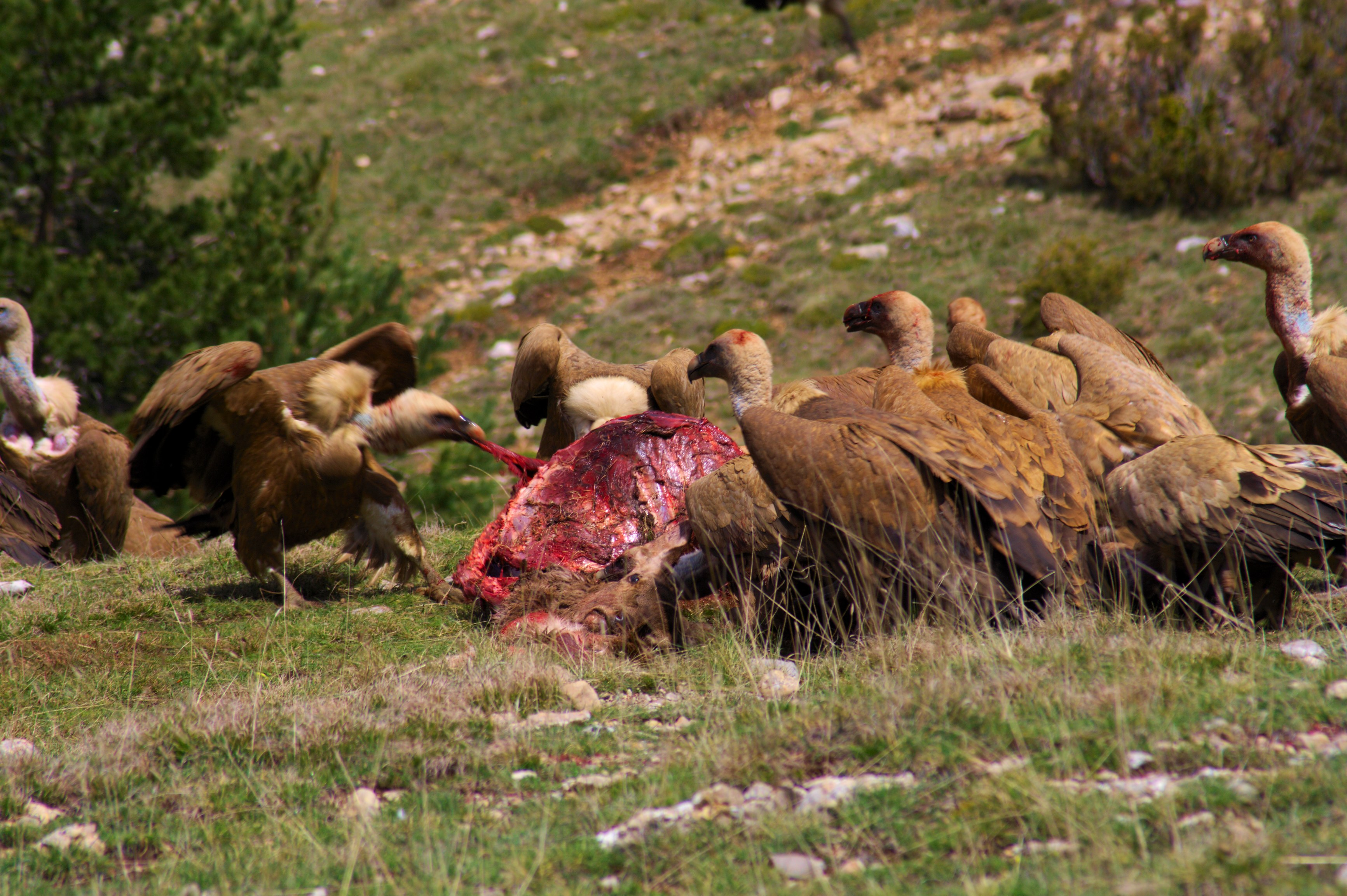
Un gruppo di grifoni eurasiatici mentre si nutrono della carcassa di un cervo nobile, in Spagna

Gli avvoltoi sono uccelli saprofagi ("spazzini"), che si nutrono principalmente di carcasse di animali morti. Al di fuori degli oceani, gli avvoltoi sono gli unici spazzini obbligati conosciuti. Raramente attaccano animali vivi e/o sani, ma talvolta possono cacciare animali di piccola taglia o attaccare animali feriti o malati. Quando una carcassa ha una pelle troppo spessa perché il loro becco possa aprirla, aspettano pazientemente che un altro spazzino più grande la apra per loro. Interi stormi sono stati avvistati anche sui campi di battaglia. Le carogne sono una risorsa rara in natura, pertanto, quando mangiano gli avvoltoi si rimpinzano finche il loro gozzo non è pieno. Quando sono pieni talvolta faticano a prendere il volo e per questo preferiscono rimanere a terra assonnati o mezzi intorpiditi, per digerire il cibo. Questi uccelli non portano il cibo ai loro piccoli con gli artigli, ma lo rigurgitano dal gozzo. L'avvoltoio barbuto, che vive sulle montagne, è l'unico vertebrato specializzato nel nutrirsi quasi esclusivamente di ossa. Anche i pulcini si nutrono di ossa, che gli vengono portate dai genitori, integrando anche prede vive.
Gli avvoltoi sono una parte fondamentale della catena alimentare in quanto spazzini, specialmente nelle regioni calde. L'acido dello stomaco degli avvoltoi è eccezionalmente corrosivo (pH=1,0), consentendo loro di digerire in modo sicuro carcasse putride e infette da tossine botuliniche, batteri del colera suino e batteri dell'antrace che sarebbero letali per altri spazzini, rimuovendo nel contempo questi batteri dall'ambiente senza rimanere infetti. Gli avvoltoi del Nuovo Mondo spesso rigurgitano il cibo quando vengono minacciati o avvicinati. Contrariamente ad alcuni resoconti, non "proiettano vomito" contro chi li sta attaccando in difesa, ma per alleggerire il carico dello stomaco per facilitare il decollo. Il residuo del pasto vomitato può distrarre un predatore, permettendo all'uccello di fuggire.
Gli avvoltoi del Nuovo Mondo si urinano sulle gambe sia come mezzo di igiene che per la termoregolazione; l'acido urico uccide i batteri accumulati camminando sulle carcasse e agisce anche come raffreddamento evaporativo.

## Conservazione

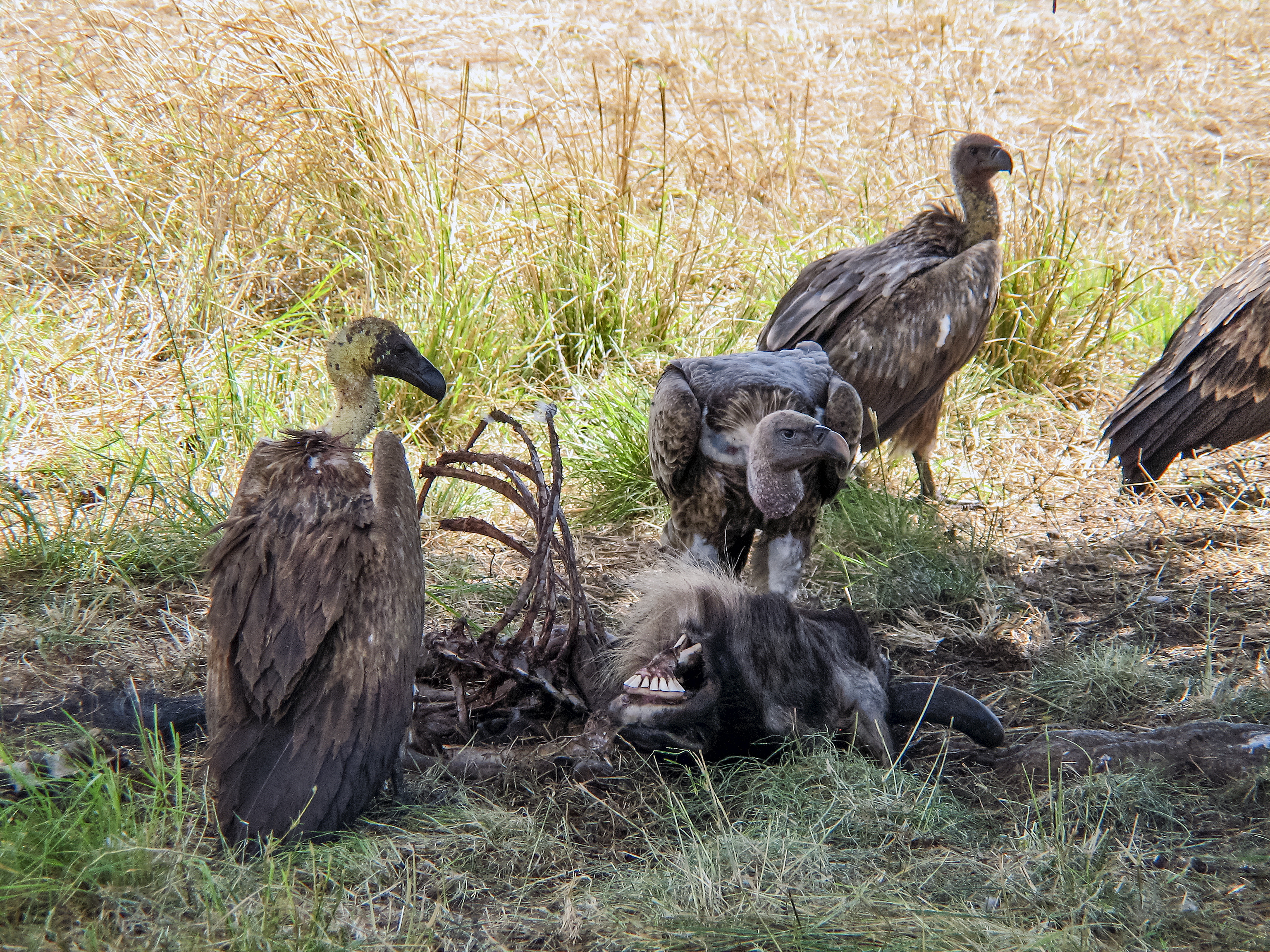
Grifoni africani attorno alla carcassa di uno gnu, riserva nazionale del Masai Mara, Kenya.

Dai primi anni '90 la popolazione degli avvoltoi dell'Asia meridionale, principalmente in India e Nepal, è diminuita drasticamente fino al 90%. È stato riscontrato che questo calo è stato causato da residui del farmaco veterinario Diclofenac nelle carcasse di animali, letale per questi uccelli. Il governo indiano ha preso atto di ciò e ha vietato l'uso del farmaco sugli animali domestici. Tuttavia, gli avvoltoi si riproducono lentamente e potrebbero volerci decenni prima che questi uccelli ritornino al precedente livello di popolazione, se mai lo faranno: senza avvoltoi a ripulire i cadaveri, i cani randagi che trasportano la rabbia si sono moltiplicati, nutrendosi delle carogne, e pratiche secolari come le sepolture celesti dei Parsi divengono sempre più rare, riducendo in modo permanente l'offerta di cadaveri. Lo stesso problema si riscontra anche in Nepal, dove il governo ha adottato alcune misure tardive per conservare gli avvoltoi rimasti. Allo stesso modo, in Africa centrale sono stati adottati vari sforzi per conservare gli avvoltoi rimasti e riportare il loro numero a livelli accettabili. Ciò è in gran parte dovuto al commercio di selvaggina, ossia la carne degli animali selvatici, e "si stima che venga scambiato > 1 miliardo di kg [2,2 miliardi di libbre] di carne di animali selvatici" e gli avvoltoi rappresentano gran parte di questa carne per via dell'alta richiesta della loro carne nel mercato dei feticci. Il calo di popolazioni in Africa è anche dovuto all'avvelenamento intenzionale o accidentale, come evidenziato uno studio che ha dimostrato che i veleni usati dagli allevatori per tenere lontani predatori come leoni e iene siano la causa del 61% delle morti di avvoltoi registrate.
La popolazione di avvoltoi è minacciata in tutta l'Africa e l'Eurasia. Ci sono molte attività antropogeniche che minacciano gli avvoltoi come l'avvelenamento e l'alta mortalità per collisione contro le pale eoliche o contro i fili dell'alta tensione.
Un recente studio del 2016, ha riferito che "delle 22 specie di avvoltoio, nove sono in pericolo critico di estinzione, tre sono in pericolo, quattro sono prossime alla minaccia e sei sono a rischio minimo".
Lo stato di conservazione degli avvoltoi è di particolare interesse per l'uomo. Ad esempio, il declino delle popolazioni di avvoltoi può portare a una maggiore trasmissione di malattie e danni alle risorse, attraverso un aumento delle popolazioni di vettori di malattie e popolazioni di animali infestanti che puliscono le carcasse in modo opportunistico, come cani randagi o ratti. Gli avvoltoi controllano indirettamente questi parassiti e vettori di malattie attraverso la competizione per le carcasse.
Il 20 giugno 2019, i cadaveri di 468 grifoni africani, 17 avvoltoi testabianca, 28 capovaccai pileati, 14 avvoltoi orecchiuti e 10 grifoni del Capo (complessivamente 537 avvoltoi), oltre a 2 aquile rapaci, sono stati ritrovati nel nord del Botswana. Si sospetta che questi uccelli siano morti dopo essersi nutriti dei cadaveri di 3 elefanti africani avvelenati dai bracconieri, probabilmente per evitare che gli uccelli rivelassero la loro posizione. Infatti, gli avvoltoi forniscono un ottimo servizio ai ranger dei parchi, poiché volando in cerchio sulle carcasse dei grandi animali segnalano la loro posizione ai ranger, aiutandoli a monitorare le attività di bracconaggio nella regione. La maggior parte di questi uccelli erano coppie con pulcini da sfamare, che senza genitori a prendersene cura sono stati lasciati a morire o "mal equipaggiati" per sopravvivere. Gli avvoltoi si riproducono lentamente, deponendo un singolo uovo a covata, e perdere oltre 400 individui in una sola settimana è un colpo devastante per la specie.

## Nel mito e nella cultura

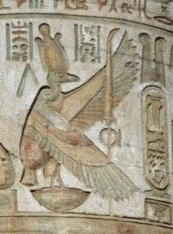
Nekhbet con il bastone e l'anello shen

Nell'arte dell'Antico Egitto, Nekhbet, una dea mitologica e patrono sia della città di Nekheb che dell'Alto Egitto viene spesso raffigurata come un avvoltoio. Alan Gardiner ha identificato la specie utilizzata nell'iconografia divina come un grifone. Arielle P. Kozloff, tuttavia, sostiene che gli avvoltoi raffigurati nell'arte del Nuovo Regno, con i loro becchi dalla punta blu e la pelle flaccida, assomigliano di più all'avvoltoio orecchiuto. Molte Grandi Spose Reali indossavano corone raffiguranti avvoltoi - un simbolo di protezione dalla dea Nekhbet.
Gli antichi egizi credevano che tutti gli avvoltoi fossero femmine e nascessero spontaneamente dalle uova senza l'intervento di un maschio, e quindi collegavano gli uccelli alla purezza e alla maternità, ma anche al ciclo eterno di morte e rinascita per la loro capacità di trasformare la "morte" di cui si nutrivano (cioè carogne e rifiuti) in vita.
In epoca precolombiana, gli avvoltoi erano apprezzati come esseri straordinari e avevano un alto status iconografico. Gli avvoltoi compaiono in molti miti, leggende e favole mesoamericane, con molte civiltà separate come i Maya e gli Aztechi che hanno creato una serie di storie e leggende attorno agli avvoltoi. Molte storie mesoamericane descrivono gli avvoltoi in modo negativo, mentre altre contengono atteggiamenti più positivi.
In alcune regioni della Cina, dell'India, della Mongolia e del Bhutan, dove si trovano le culture buddiste Vajrayana, gli avvoltoi, soprattutto i grifoni, svolgono un ruolo significativo alla base del rito della sepoltura celeste praticata dai buddhisti tibetani e del rituale delle torri del silenzio, praticato dai Parsi dell'India.